# Grosbous
Grosbous (luxemburgiska: Groussbus) är en kommun och en liten stad i västra Luxemburg. Kommunen ligger i kantonen Redange. Den hade år 2017, 1 026 invånare. Arean är 20,1 kvadratkilometer.